# کلبند
کلبند (به ترکی آذربایجانی: Kəlbənd) یک منطقهٔ مسکونی در جمهوری آذربایجان است که در شهرستان اسماعیللی واقع شده‌است. کلبند ۸۱۲ نفر جمعیت دارد.